# Röntgenröhre

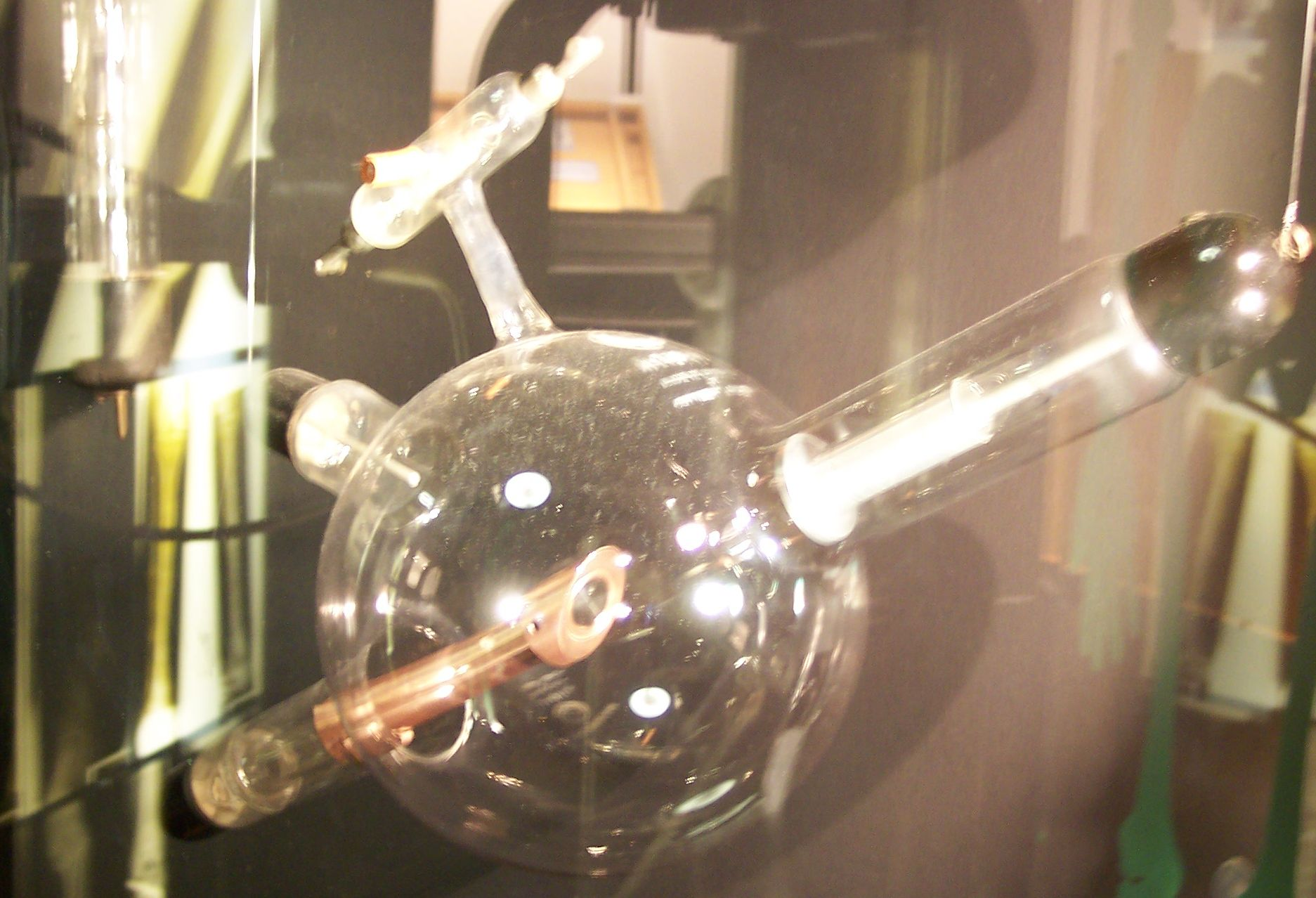
Röntgenröhre alter Bauart, bis ca. 1920

Eine Röntgenröhre ist eine spezielle Elektronenröhre zur Erzeugung von Röntgenstrahlen. Sie besteht in ihrer einfachsten Form aus einer Kathode und einer Anode, auf die unter Hochspannung beschleunigte Elektronen aus der Kathode aufprallen. Die Elektroden der frühesten Röntgenröhren waren in ein teilevakuiertes Glasgefäß eingeschmolzen, oft in Form eines länglichen Rohres – daher der Namensbestandteil Röhre. Die weitere Namensgebung erfolgte nach dem Entdecker der Strahlung, dem deutschen Physiker Wilhelm Conrad Röntgen. 1901 meldete Reinhold Burger erstmals eine Röntgenröhre als Patent an. Heutige Hochleistungsröhren besitzen ein hochevakuiertes robustes Metall-Keramik-Gehäuse.

## Funktion

Schematische Zeichnung einer Röntgenröhre

Die Kathode emittiert Elektronen, die im elektrischen Feld der angelegten Hochspannung (25–600 kV) in Richtung der Anode beschleunigt werden. Dort schlagen sie in das Anodenmaterial ein und erzeugen bei ihrer Abbremsung drei verschiedene Strahlungsarten: Die charakteristische Röntgenstrahlung, die Bremsstrahlung und die Lilienfeldstrahlung (eine Form der Übergangsstrahlung).
Bei Hochleistungsröhren, wie sie in der Computertomographie (CT) und der Angiographie verwendet werden, besteht der Vakuumbehälter aus Metall, das wesentlich höherer Temperatur standhält. Im Laufe der Zeit wurden auch bei Röntgenröhren technische Verbesserungen vorgenommen, die aber am Prinzip der Erzeugung von Röntgenstrahlen nichts ändern.

## Diskrete bzw. charakteristische Röntgenstrahlung

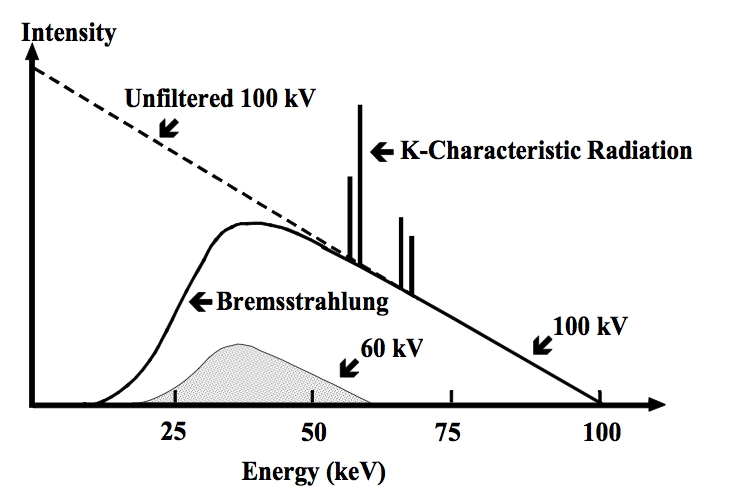
Spektrum einer Röntgenröhre für 100 kV und 60 kV Röhrenspannung. Im Spektrum erscheint sowohl charakteristische Strahlung als auch Bremsstrahlung.

Während bei Quellen für sichtbares Licht nur die äußeren Hüllenelektronen der Atome beteiligt sind, schlagen die in der Röntgenröhre beschleunigten energiereichen Elektronen in der Anode auch Elektronen aus den innersten Schalen der Atome des Anodenmaterials heraus. In diese Lücken „springen“ entweder Elektronen aus höheren Energieniveaus oder freie Elektronen. Da die Bindungsenergien der innersten Elektronenniveaus sehr groß sind, entsteht dabei kein sichtbares Licht, sondern die charakteristische Röntgenstrahlung mit materialtypischen diskreten Quantenenergien bzw. Wellenlängen. Die dabei frei werdende Energie entspricht der Differenz aus der Bindungsenergie von beispielsweise der K-Schale und der energiereicheren N-Schale. Natürlich sind auch alle anderen diskreten Quantenenergien möglich, also beispielsweise die zwischen K- und L-Schale, zwischen M- und K-Schale, M- und L-Schale oder – wie erwähnt – auch von „freien“ Elektronen zur K- oder L-Schale.
Diese diskrete bzw. charakteristische Röntgenstrahlung mit den jeweiligen Quantenenergien und somit Wellenlängen wird jedoch mit Ausnahme der Mammographie und der Kristallanalyse nicht oder nur zum kleinen Teil für die Bilderzeugung bei einer Röntgendurchleuchtung genutzt.
Bei der Mammographie wird ein Anodenteller aus Molybdän mit entsprechenden Filtern verwendet, so dass in diesem Fall die K-Strahlung des Molybdäns für die Aufnahme der Milchdrüse verwendet wird. Auch zur Kristallstrukturanalyse werden diskrete Wellenlängen benötigt. Von diesen Ausnahmen abgesehen wird für die Bilderzeugung in der Medizin und Werkstoffprüfung ausschließlich die Röntgenbremsstrahlung verwendet.
Elektronen der inneren Schalen können nicht nur durch Stöße von außen, wie zum Beispiel in der Röntgenröhre, sondern auch durch den Prozess der inneren Konversion aus dem Atom herausgeschlagen werden.

## Bremsstrahlung
Die Röntgenstrahlung entsteht in typischen Röntgenröhren, beispielsweise für die medizinische Diagnostik, durch die Beschleunigung und Abbremsung von Elektronen bei der Streuung an positiv geladenen Atomkernen der Anode. Daher wird diese Strahlung im internationalen Sprachgebrauch auch als Bremsstrahlung bezeichnet. Jede beschleunigte elektrische Ladung (dies schließt auch Abbremsung ein) erzeugt elektromagnetische Strahlung. Die Wellenlänge der Strahlung hängt dabei von der Stärke der Beschleunigung ab. Das kontinuierliche Röntgenspektrum hängt von der Beschleunigungsspannung zwischen Kathode und Anode ab. Quantenmechanisch ist die kürzeste Wellenlänge und damit die höchste Energie der Röntgenphotonen durch die Energie der auf die Anode auftreffenden Elektronen gegeben. Einigen wenigen Elektronen gelingt es, durch harte Streuung ihre gesamte kinetische Energie an einzelne Photonen abzugeben. Diese sogenannte Duane-Hunt-Grenzenergie ist nicht vom Anodenmaterial abhängig, sondern ausschließlich von der kinetischen Energie der Elektronen. Die Röhrenspannung bestimmt so die Härte der Strahlung und damit ihr Durchdringungsvermögen. Elektronenstrom und Spannung definieren die Intensität und damit die absolute Helligkeit der Röntgenabbildung.

## Lilienfeldstrahlung
Julius Edgar Lilienfeld beschrieb 1919 erstmals eine für das menschliche Auge sichtbare grau-weiße Strahlung an der Anode von Röntgenröhren, die nach ihm benannte Lilienfeldstrahlung. Die Änderung der Permittivität zwischen dem Vakuum der Röhre und dem Anodenmaterial wurde erst in späteren Jahren als deren Ursache erkannt.

## Kathodenarten
In den Kathoden können die Elektronen auf verschiedene Arten, insbesondere durch Erwärmung oder durch hohe Feldstärken, freigesetzt werden. Jede der Arten erfordert eine darauf zugeschnittene Kathodenart.

### Thermische Emission
Die Kathode besteht bei diesem 1913 eingeführten Röhrentyp, auch als Coolidge-Röhre nach ihren Erfinder William David Coolidge benannt, aus einer Glühwendel (Filament), welche meist aus einem Wolframdraht besteht. Diese Glühkathode wird durch Stromdurchfluss auf etwa 2000 °C aufgeheizt, so dass eine Glühemission von Elektronen aus dem Metall erfolgt. Die Elektronen bilden eine negativ geladene Elektronenwolke, die dem Austritt weiterer Elektronen entgegenwirkt. Erst über das Anlegen einer positiven Spannung an die Anode werden die Elektronen auf diese beschleunigt. Besteht die Röhre nur aus Kathode und Anode, spricht man von einer Diode. Der Anodenstrom wird durch das Feld und ab einem Sättigungswert durch den Heizstrom des Filaments bestimmt.
Durch einen zusätzlichen sogenannten Wehneltzylinder vor der Kathode lässt sich der Anodenstrom unabhängig davon regeln. Der Wehneltzylinder fungiert als Steuergitter und ist gegenüber der Kathode negativ. Er wirkt so dem Beschleunigungsfeld der Anode entgegen. In diesem Fall spricht man von einer Triode.

### Feldemission
Das Filament wird hier nur auf moderate Temperaturen je nach Material erwärmt. Durch das Aufheizen allein tritt noch keine Emission auf. Jedoch befinden sich dadurch viele Elektronen auf einem erhöhten Energieniveau oberhalb der Fermilevel. Legt man ein sogenanntes Extraktionsgitter über das Filament, welches gegenüber diesem positiv ist, werden im Raum zwischen Kathode und Extraktionsgitter sehr hohe Feldstärken von mehreren Volt pro Mikrometer erzeugt. Dies führt dazu, dass Elektronen aus dem Filament gezogen werden. Das Potenzial des sogenannten Vakuumlevels – des Potentials, welches ein Elektron erreichen muss, um wirklich frei vom ursprünglichen Festkörper zu sein – wird durch das starke äußere Feld mit zunehmendem Abstand von der Oberfläche des Metalls/Filaments abgesenkt. Die Elektronen können nun dieses Potential zum Vakuumlevel hin durchtunneln und verlassen den Festkörper. Hinter dem Extraktionsgitter folgt wieder das negativ geladene Regelungsgitter – der Wehneltzylinder.
Feldemissions-Kathoden haben eine sehr kleine Emissionsfläche, so dass mit entsprechenden Elektronenlinsen auch ein kleiner Auftreffort auf der Anode erreicht werden kann. Dadurch ist der Ursprung der Röntgenstrahlung annähernd eine Punktquelle, was eine detailreichere Untersuchung auch sehr kleiner Objekte ermöglicht.

## Anodenarten

### Fest- oder Stehanode

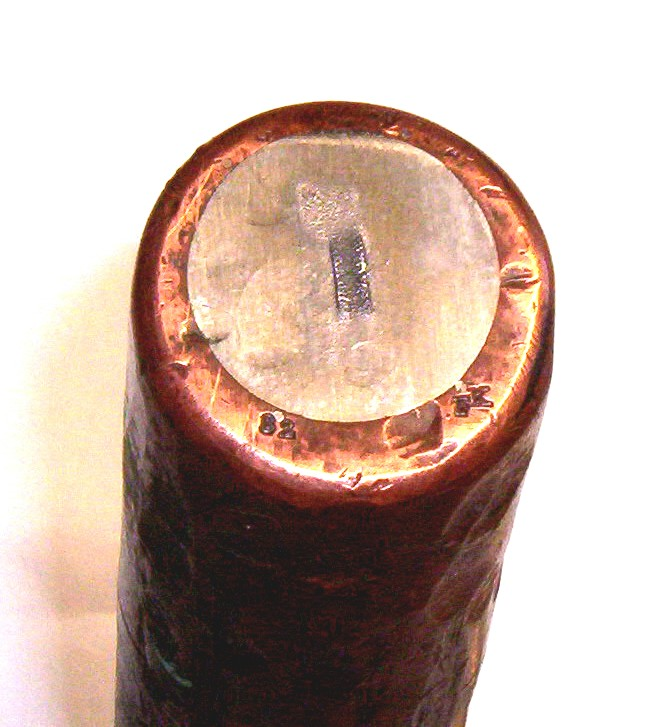
Röntgen-Festanode, Kupfer, wassergekühlt, eingelassene Wolframplatte mit starken Gebrauchsspuren, Gesamtdurchmesser 30 mm

Bei einer feststehenden Anode treffen die Elektronen auf eine typischerweise 1 mm × 10 mm große Fläche. Im Bereich dieses Brennpunktes kann die Abnutzung des Anodenmaterials sehr hoch werden. Man verwendet beispielsweise in Kupfer eingelassene Wolfram-Platten. Wolfram besitzt eine besonders hohe Konversionsrate von elektrischer Energie in Röntgenstrahlungsenergie bei gleichzeitig hohem Schmelzpunkt.
Die Festanoden von Geräten für die Kristallstrukturanalyse sind wegen der langen Messzeiten meistens wassergekühlt, wobei immer öfter eine Rückkühlung verwendet wird, um Wasser zu sparen.

### Drehanode

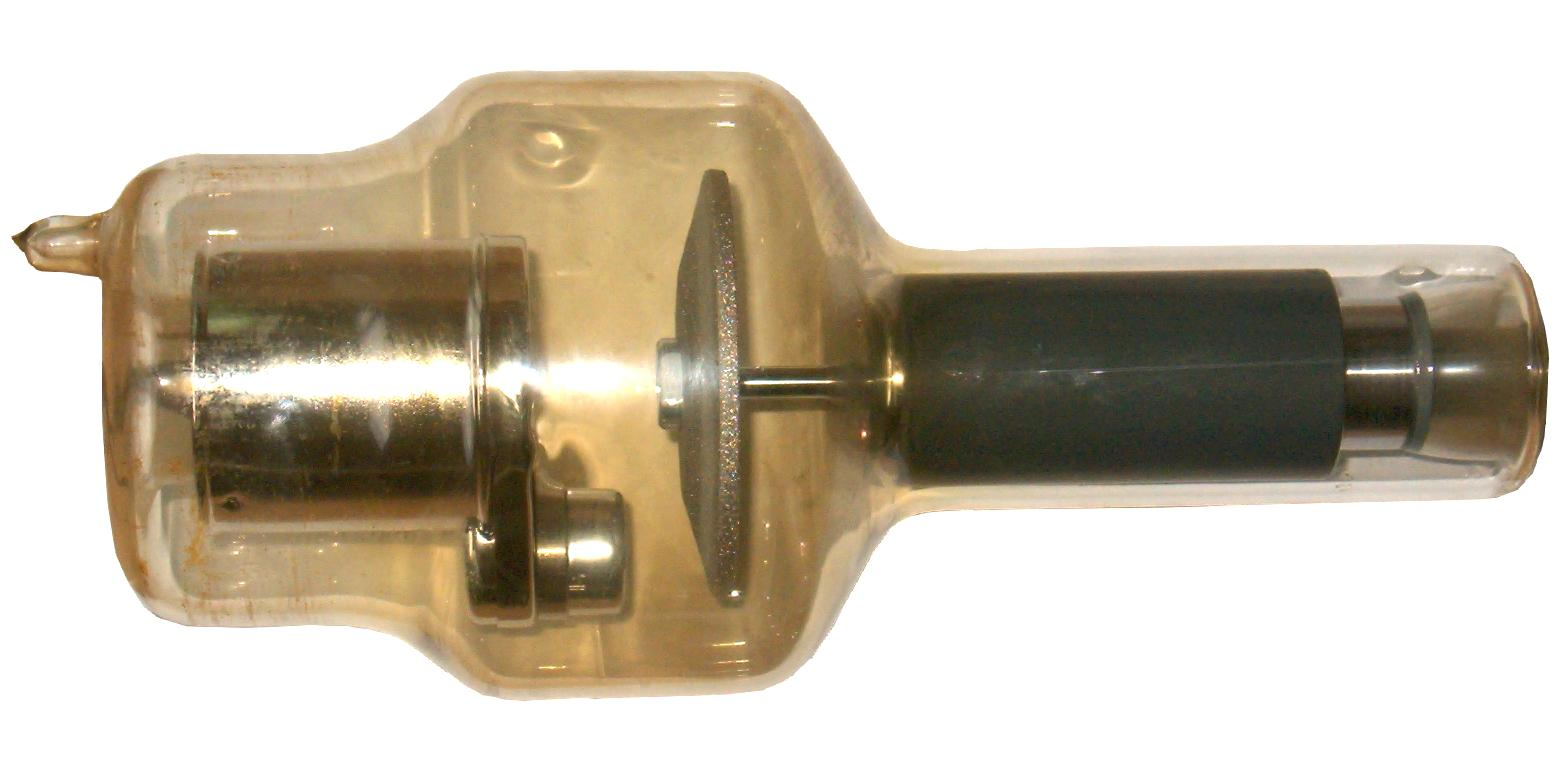
Moderne Röntgenröhre mit Drehanode

Die erste Drehanode wurde in den 1930er Jahren von Ernst Pohl in Kiel entwickelt. Sie besteht üblicherweise aus einem Verbundteller aus einer Wolfram-Deckschicht und einer darunterliegenden hoch wärmefesten Molybdän-Legierung, der über eine Welle an einem Rotor (Kurzschlussläufer) befestigt ist. Außerhalb der Röntgenröhre befindet sich das Spulenpaket des Stators zum Antrieb des Rotors nach dem Prinzip eines Asynchronmotors. Die Elektronen treffen auf den Rand des Tellers auf. Durch die Drehung des Tellers wird die Wärme aus dem Brennfleck auf dem Tellerrand verteilt. Dies führt zu einer längeren Lebenszeit der Anode und ermöglicht eine größere Strahlintensität, als sie bei feststehender Anode bis zum Aufschmelzen des Anodenmaterials erreichbar wäre.
Die Umdrehungszahl solcher Anoden ist verschieden: während Anodenteller mit etwa 8 bis 12 cm Durchmesser mit 8000 bis 9000 Umdrehungen/Minute rotieren und meist nicht im Dauerbetrieb (die Lebensdauer von Kugellagern beträgt im Vakuum nur wenige hundert Stunden; der Teller wird daher beschleunigt und nach der Aufnahme wieder abgebremst), drehen Hochleistungsanoden mit etwa 20 cm Durchmesser bei 3500 bis 6000 Umdrehungen/Minute im Dauerbetrieb und sind vorzugsweise auf verschleißfreien hydrodynamischen Gleitlagern montiert. Auf Grund der starken Wärmeentwicklung (99 % der aufgewendeten Energie wird zu Wärme) muss der Anodenteller gekühlt werden. Dies geschieht bei Röhren mit Kugellagern nur durch Wärmeabstrahlung und bei Röhren mit Flüssigmetall-Gleitlagern zusätzlich durch direkte Wärmeableitung ins Innere des Lagers und dann in das Kühlwasser oder Kühlöl hinein. Ein weiterer Vorteil von hydrodynamischen Gleitlagern ist der verschleißfreie, fast geräuschlose Lauf, sodass auch aus diesem Grund die Beschleunigung und Abbremsung der Anode entfallen kann.

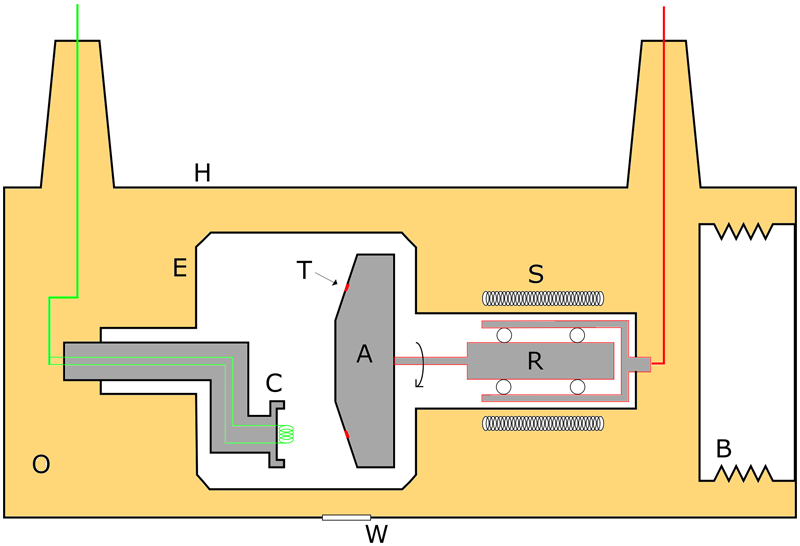
Schnittdarstellung einer Drehanodenröhre im ölgefüllten Gehäuse

Schematische Zeichnung einer Drehkolben-Röhre A) Kathode B) Ablenk-Spulen C) Kühlflüssigkeit D) Motor für Rotation E) Elektronenstrahl F) Austrittsfenster für Röntgenstrahlung G) Anode

Eine neuere Entwicklung ist die Drehkolben-Röhre (rotating envelope tube). Bei dieser Technologie ist die Anode als Teil der Wandung der Röhre ausgeführt und die ganze Röhre rotiert. Die Kathode sitzt mittig in der Drehachse der Röhre und der Elektronenstrahl wird magnetisch auf die Kreisbahn der Anode gelenkt. Durch diese Konstruktion ist es möglich, die Anode direkt mit Öl zu kühlen, da sie ein Teil des Gehäuses der Röhre ist. Als Gehäuse kommen Metall oder Glasgehäuse zum Einsatz, wobei das Glasgehäuse gleichzeitig die Funktion des Isolators zwischen Anode und Kathode übernehmen kann. Bei Metallgehäusen müssen zusätzliche Isolatoren aus Rohrglas, Glas oder Keramik verbaut werden. Dies erlaubt sehr leistungsstarke Röhren.

## Fokus
Der Fokus oder Brennfleck ist jener Teil der Anode, an dem die Röntgenstrahlung erzeugt wird. Für Röntgenröhren in der medizinischen Diagnostik sollte dieser möglichst klein sein, um ein scharfes Bild zu erzeugen. Die Brennfleckgröße wird dadurch limitiert, dass kleine Brennflecke auch die Gefahr der Überhitzung der Anode bergen und die Leistung der Röhre abnimmt. Daher haben Röntgenröhren in der Medizin häufig zwei Brennflecke, einen großen und einen kleinen (Doppelfokusröhre).
Der Abstand zwischen Brennfleck und Untersuchungsobjekt wird als Fokus-Objekt-Abstand (FOA) bezeichnet. Er sollte für eine scharfe Darstellung möglichst groß sein. Der Abstand zum Röntgenfilm oder Detektor wird Fokus-Film-Abstand (FFA) genannt. Mit Zunahme des FFA nimmt die auftreffende Dosis mit dem Quadrat des Abstands ab. Der Objekt-Film-Abstand sollte möglichst gering sein, das Verhältnis von FOA:FFA bestimmt die Vergrößerung.

## Apparaturen
Für den sicheren Betrieb einer Röntgenröhre ist eine passende Abschirmung in einem Gehäuse notwendig. Diese Abschirmung bewirkt:
- Einen Schutz der Röhre vor äußerer mechanischer Belastung.
- Elektrische Isolation für die benötigte Hochspannung.
- Abschirmung der Röntgenstrahlen in unerwünschte Richtungen, durch Blei. In der gewünschten Strahlungsrichtung befindet sich ein Austrittsfenster (meist aus Glas oder Berylliumfolie).

Oft wird die Röhre mittels Öl gekühlt und auch isoliert.

## Anwendungen
- Elektronik (Röntgenlithografie)
- Durchleuchtungen in der Medizin, bei Gepäckkontrollen und zur zerstörungsfreien Werkstoffprüfung (z. B. Qualitätskontrolle von Schweißnähten)
- Kristallstrukturanalyse durch Röntgenbeugung
- Quantitative Analyse mittels Röntgenfluoreszenzanalyse

## Spezielle Verfahren und Bauformen
- Hochleistungsröntgenröhren;
- Weichstrahlröntgen, wichtig beispielsweise für mammografische Untersuchungen, wo mittels „weicher“ Röntgenstrahlen eine erhöhte Detailgenauigkeit des Bildes erreicht wird;
- Röntgenlinsen;
- Phasenkontraströntgen;
- Mikrofokusröntgenröhren[9][10]
- Metaljet-Röntgenquelle[11]

## Verschiedenes
Auch die in verschiedenen Bereichen der Elektronik als Verstärkerelemente oder Schalter eingesetzten Elektronenröhren geben bei hohen Spannungen unerwünschterweise Röntgenstrahlung ab. Diese Tatsache führte etwa zu schweren Gesundheitsschäden bei Radartechnikern, die von den 1950er- bis zu den 1980er-Jahren an Radargeräten arbeiteten, deren Hochspannungs-Schaltröhren unzureichend abgeschirmt waren.